# Colonia Elía
Colonia Elía est une localité rurale argentine située dans le département d'Uruguay et dans la province d'Entre Ríos.

## Histoire
Colonia Elía a été fondée le 25 novembre 1889 par Héctor de Elía, qui a demandé au gouvernement provincial d'envoyer 50 familles d'immigrants espagnols qui se trouvaient à Buenos Aires. Le 12 janvier 1973, le conseil d'administration a été créé par le décret no 3648 MGJyE, tandis que sa juridiction a été établie en 1983.
Par le décret no 214/2001 MGJE du 1er février 2001, un recensement de la population a été effectué comme étape préalable requise par la loi pour la création de la municipalité de Colonia Elía, et les limites juridictionnelles du conseil de gouvernance existant ont également été établies. Les limites de compétence du conseil de gouvernement ont été étendues par le décret no 1300/2001 MGJ du 7 mai 2001, le même décret ordonnant la réalisation d'un nouveau recensement de la population pour inclure la nouvelle compétence du conseil de gouvernement Les limites juridictionnelles ont été à nouveau étendues par le décret no 7775/2007 MGJEOYSP du 6 décembre 2007, les portant à environ 85 900 ha.